# 버킷림프종
버킷림프종(Burkitt's lymphoma)은 면역계, 특히 배중심의 B세포에서 발생하는 암을 의미한다. 1958년 적도 아프리카에서 근무도중 이 질병에 대해 처음으로 묘사한 아일랜드인 외과의 데니스 파슨스 버킷(Denis Parsons Burkitt)의 이름을 따 지어졌다. 성인에서는 잘 나타나지 않지만, 나타날 경우 예후가 더 나쁘다.

## 분류

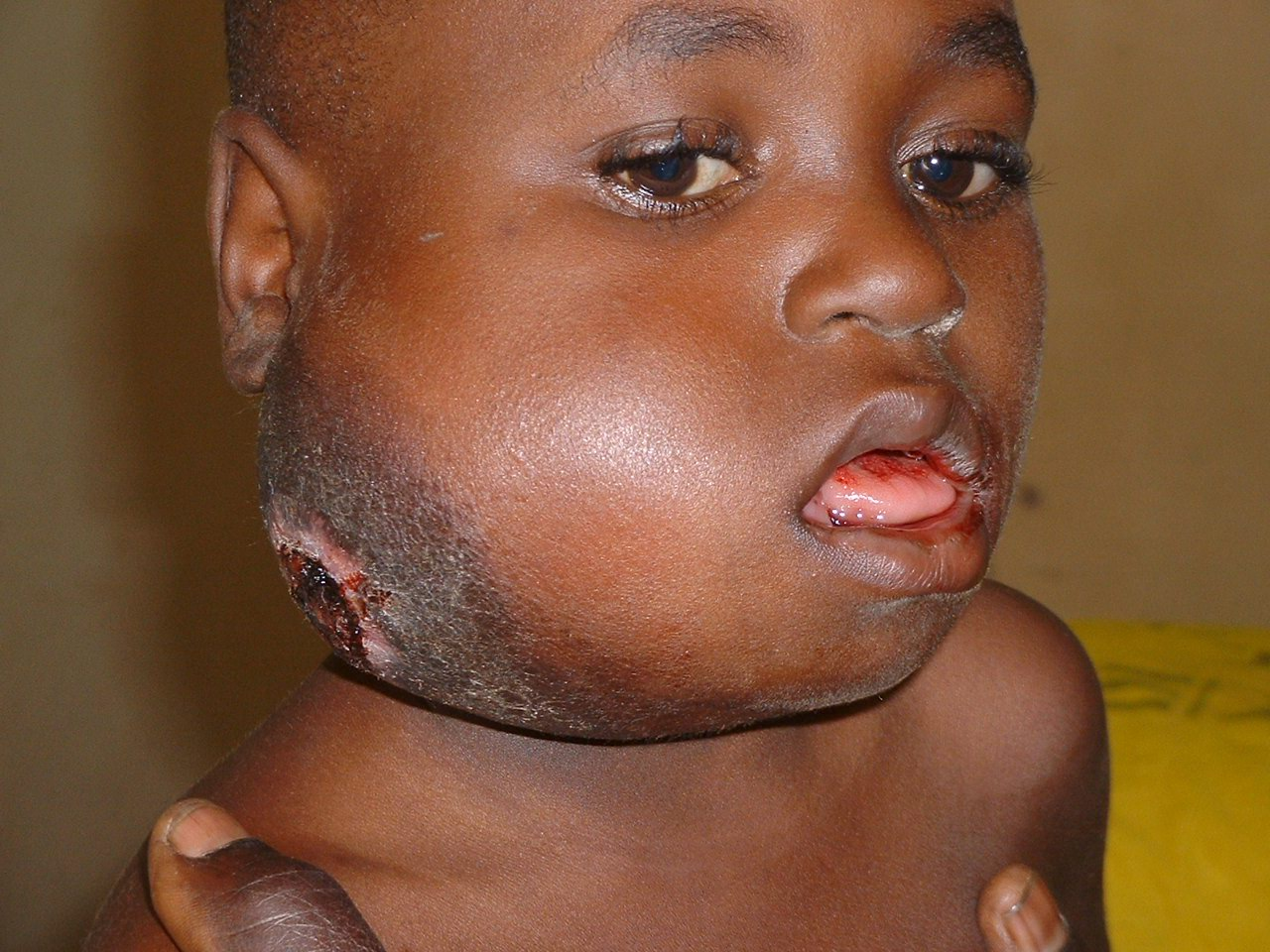
몇 달째 지속된 버킷림프종으로 인해 항생제 치료를 받고 있는 7세 나이지리아인 소년의 사진. 종양에 궤양이 생겨 액체가 나오고 있다.

현재 버킷림프종은 세 종류로 나뉘며, 각각은 다음과 같다.
- 풍토형, 또는 아프리카형은 적도 아프리카, 브라질, 파푸아뉴기니 등 말라리아가 풍토병으로 자생하는 국가의 어린이들에게 주로 발생하는 유형을 말한다.[4] 거의 모든 환자에게서 엡스타인-바 바이러스가 나타난다. 만성적인 말라리아가 엡스타인-바 바이러스에 대한 저항성을 낮추기 때문에 쉽게 감염되는 것으로 보인다. 턱이나 얼굴뼈, 회장, 맹장, 난소, 콩팥, 유방에 주로 나타난다.
- 산발형, 또는 비아프리카형은 말라리아가 전지방병으로 나타나지 않은 지역에서 주로 나타나는 유형을 말한다. 외형은 풍토형 버킷림프종 세포와 비슷하다. 산발형 림프종은 대부분 엡스타인-바 바이러스와 관련이 없다.[5] 버킷림프종을 비롯하여 비호지킨 림프종은 소아 림프종의 30~50%를 차지한다. 풍토형에 비해 턱에서는 잘 나타나지 않는다. 회맹판에 주로 나타난다.
- 면역결핍형은 후천면역결핍증후군 환자나 장기 이식을 받은 사람들에게서 나타나는 종류의 버킷림프종이다.[6] 후천면역결핍증 초기 증상으로 나타나기도 한다.

## 검진

### 악성 B세포 검출
.정상적인 배중심 B세포는 각 세포마다 고유의 IgH 유전자를 보유하고 있다. 그러나 버킷림프종의 경우 동일한 세포에서 증식되어 나온 세포들은 동일한 IgH 유전자를 가진다.

### 현미경
버킷림프종은 증식 및 세포자살이 자주 일어나는 중형 림프구가 여러겹으로 쌓인 형태로 구성되어 있다. 가염소체(tingible-body) 대식세포가 흩어져 있는 모습은 현미경의 조명을 약하게 했을 때 마치 "별이 빛나는 밤"처럼 보인다.

### 면역조직화학법
버킷림프종의 종양 세포에서는 일반적으로 CD10과 BCL6뿐만 아니라 CD20, CD22, CD19 등 B세포 분화 마커도 높은 빈도로 발현하는 반면, CCL2와 TdT는 발현하지 않는다. 높은 유사 분열 빈도를 보이므로 Ki67 염색약에 거의 대부분의 세포가 염색된다.

## 치료
일반적으로 집중적 화학요법을 우선 실시하는데, 대표적으로 GMALL-B-ALL/NHL2002 프로토콜과 수정된 Magrath Regemen(R-CODOX-M/IVAC)을 사용한다. COPADM, hyper-CVAD, CALGB(암 및 백혈병 B군, Cancer and Leukemia Group B) 8811을 리툭시맙과 함께 사용할 수 있다. 노인 환자의 경우 리툭시맙과 함께 EPOCH의 양을 조정해 투여하기도 한다.

## 예후
치료율은 선진국에서 90%에 달하나, 기타 개발도상국이나 후진국에서는 그렇게 높지 않다. 성인에서는 잘 발병하지 않으나 한 번 발병하면 예후는 더 안 좋다.
2006년에 리툭시맙과 함께 EPOCH의 양을 조정해 투여한 17명의 환자들 전부가 회복되었다. 이 때 회복되었다 함은 28개월 이상 생존했음을 의미한다.

## 역학
림프증식성질환의 2.3%가 버킷림프종이다. 엡스타인-바 바이러스에 의해 주로 발생한다.